# Саин-Кале
Саи́н-Кале́ (перс. صائین‌قالا‎), также Саинде́ж, Шахинде́ж (شاهین‌دژ, азерб. Şahindej) — город на северо-западе Ирана, в остане (провинции) Западный Азербайджан. Административный центр шахрестана Шахиндеж.

## География
Город находится в южной части Западного Азербайджана, в горной местности, на высоте 1376 метров над уровнем моря.
Шахиндеж расположен на расстоянии приблизительно 160 километров к юго-востоку от Урмии, административного центра провинции и на расстоянии 433 километров к западу-северо-западу (WNW) от Тегерана, столицы страны.

## Население
На 2006 год население составляло 34 204 человека; в национальном составе преобладают азербайджанцы (до 60 %), курды, в конфессиональном — мусульмане.
| 1986   | 1991   | 1996   | 2006   | 2012   |
| ------ | ------ | ------ | ------ | ------ |
| 19 512 | 23 513 | 29 020 | 34 204 | 37 962 |